# Tabitha Chawinga
Tabitha Chawinga, född 22 maj 1996 i byn Hewe, Katumbi (Rumphi), är en malawisk fotbollsspelare. Hon spelar sedan 2018 för Jiangsu Suning i Kinas damfotbolls förstaliga. 2017 vann hon skytteligan i Damallsvenskan som spelare i Kvarnsvedens IK.

## Biografi
Chawinga föddes i den nordmalawiska byn Hewe, nära Katumbi i Rumphi-distriktet, som tredje barnet i en syskonskara av fem. Som femåring började hon spela fotboll med pojkar, något som inte var helt okontroversiellt i ett land där damfotboll saknar traditioner.
Som 14-åring flyttade Chawinga till huvudstaden Lilongwe för spel i DD Sunshine. Som 16-åring blev hon lagkapten i klubben och togs ut i landslaget där hon gjorde nio mål på sina första fem matcher.

### Spel i Sverige
Inför säsongen 2014 värvades Chawinga till svenska division 1-klubben Krokom/Dvärsätts IF. Det var klubbens amerikanska försvarare Malisa Krjnaic som tipsade klubben om en talangfull ung spelare som hon träffat under sin tid som volontärarbetare i Malawi. Chawinga blev därefter den första kvinnliga fotbollsspelaren från Malawi i en europeisk klubb. Under säsongen gjorde Chawinga 39 mål på 14 matcher.
I februari 2015 gick Chawinga till Kvarnsvedens IK. Chawinga gjorde 43 mål (inklusive sex hat trick) på 26 matcher för klubben i Elitettan 2015. I april 2016 förlängde Chawinga sitt kontrakt fram över säsongen 2018. Under sin första allsvenska säsong gjorde Chawinga 15 mål och slutade på tredje plats i skytteligan efter Pernille Harder och Stina Blackstenius. Hon blev nominerad till "Årets forward" och "Damallsvenskans mest värdefulla spelare" på Fotbollsgalan 2016, men båda kategorierna vanns av Linköping FC:s Pernille Harder.
Under 2017 fortsatte utvecklingen för Chawinga, som i årets damallsvenska serie totalt gjorde 26 mål och med detta vann skytteligan. Hon fick vid 2017 års Fotbollsgalan ta emot pris som Årets forward. Trots Chawingas målskörd, och trots att Tabitha Chawingas yngre syster Temwa under hösten togs in i laget som förstärkning, lyckades inte Kvarnsveden rädda det damallsvenska kontraktet. Efter en slutlig elfteplats flyttades laget ner till 2018 års Elitettan.

### Spel i Kina
Efter Kvarnsvedens degradering löstes Chawinga från sitt kontrakt. Hon skrev därefter på för storsatsande kinesiska klubben Jiangsu Suning från Nanjing. Då hade Chawinga under 2017 redan fått kontraktsbud eller propåer från toppklubbar i fem länder.

## Spelstil
Tabitha Chawinga är en vänsterfotad, 160 centimeter lång anfallsspelare. Hon dribblar gärna länge med bollen men är en effektiv och snabb avslutare med ett avigt skott.

## Meriter
- 2014 – skytteligavinnare i Division 1 (39 mål)[5]
- 2015 – skytteligavinnare i Elitettan (43 mål)[7]
- 2016 – nominerad: Årets forward och Damallsvenskans mest värdefulla spelare
- 2017 – skytteligavinnare i Damallsvenskan (26 mål)
  - – Årets forward (Fotbollsgalan)
  - – nominerad: Årets kvinnliga afrikanska spelare (CAF)[15][16]